# بالوما فورد
بالوما فورد (بالإنجليزية: Paloma Ford)‏ هي مغنية أمريكية، ولدت في 1 أغسطس 1986 في لونغ بيتش في الولايات المتحدة.

## وصلات خارجية
- بالوما فورد على موقع IMDb (الإنجليزية)
- بالوما فورد على موقع ميوزك برينز (الإنجليزية)
- بالوما فورد على موقع أول ميوزيك (الإنجليزية)